# Maifeld
Maifeld est une Verbandsgemeinde (collectivité territoriale) de l'arrondissement de Mayen-Coblence dans la Rhénanie-Palatinat en Allemagne. Le siège de cette Verbandsgemeinde est dans la ville de Polch.
La Verbandsgemeinde de Maifeld consiste en cette liste d'Ortsgemeinden (municipalités locales) :

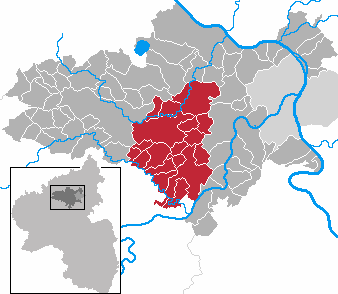
Localisation du Verbandsgemeinde de Maifeld dans l'arrondissement de Mayen-Coblence

|                                                                                                  | |
| 1. Einig 2. Gappenach 3. Gering 4. Gierschnach 5. Kalt 6. Kerben 7. Kollig 8. Lonnig 9. Mertloch | 1. Münstermaifeld 2. Naunheim 3. Ochtendung 4. Pillig 5. Polch 6. Rüber 7. Trimbs 8. Welling 9. Wierschem |